# Павел Фішер
Павел Фішер (чеськ. Pavel Fischer; нар. 26 серпня 1965, Прага) — чеський дипломат і політик, посол Чехії у Франції з 2003 по 2010 рр. Кандидат на посаду президента Чехії у 2018 р.

## Життєпис
Він вивчав французьку й чеську мови в Карловому університеті, пізніше навчався в Національній школі адміністрації у Франції. Фішер був начальником відділу політики в адміністрації чеського президента Вацлава Гавела і директором Інституту емпіричних досліджень (STEM).
Нагороджений орденом Святого Карла Монако (2009 р.) і французьким орденом Почесного легіону (2010 р.).
Одружений, має чотирьох дітей.